# Phytoptipalpus alexandriae
Phytoptipalpus alexandriae är en spindeldjursart som beskrevs av Meyer och Van Dis 1993. Phytoptipalpus alexandriae ingår i släktet Phytoptipalpus och familjen Tenuipalpidae. Inga underarter finns listade i Catalogue of Life.